# Andrée Cortis
Andrée Cortis, detta André Corthis (Parigi, 15 aprile 1882 – Parigi, 8 agosto 1952), è stata una scrittrice e poetessa francese.
È ricordata per i suoi romanzi e poesie, che trattano temi legati alla Spagna, alla condizione femminile e al panorama letterario del primo Novecento.

## Biografia
Andrée Cortis era figlia di Jean-Marie Husson, capitano di marina, e di Yrmette Husson. Cresciuta in Spagna, questa esperienza influenzò profondamente la sua scrittura, che trattava spesso di temi legati alla cultura spagnola. Fin da giovane, Cortis mostrò un interesse per la letteratura, iniziando a scrivere poesie all'età di dodici anni.
Nel 1906, a soli 21 anni, pubblicò il suo primo libro di poesie, Gemmes et Moires, sotto lo pseudonimo maschile di André Corthis, una pratica comune all'epoca tra le scrittrici per ottenere maggiore visibilità. Lo stesso anno vinse il prestigioso Prix Femina per il suo lavoro.
Negli anni successivi, Andrée Cortis si dedicò anche alla narrativa, pubblicando circa trenta opere, tra romanzi e racconti, che trattavano soprattutto della Spagna e della condizione della donna.

## Opere principali
- Gemmes et Moires (1906) – Raccolta di poesie
- Mademoiselle Arguillis (1908)
- Le Pauvre Amour de Doña Balbine (1910)
- Le Pardon prématuré (1914)
- Pour moi seule (1919) – Romanzo vincitore del Grand Prix du Roman
- L'Espagne de la victoire (1941) – Ode alla Spagna franchista

## Riconoscimenti
- Prix Femina (1906) per Gemmes et Moires
- Grand Prix du Roman de l'Académie française (1920) per Pour moi seule

## Cinema
Nel 1926, Andrée Cortis adattò per il cinema il suo romanzo Le criminel per il film muto francese omonimo, diretto da Alexandre Ryder. Il film fu prodotto dalla Majestic Films e interpretato da Teresina Boronat, André Nox e Roger San Juana.

## Tradizione e eredità
Andrée Cortis è ricordata per il suo impegno letterario nel primo Novecento, dove affrontò temi legati alla condizione femminile e alla cultura spagnola. La sua scelta di usare uno pseudonimo maschile rifletteva le difficoltà delle donne scrittrici nel farsi riconoscere in un mondo letterario dominato dagli uomini.